# NGC 7117
NGC 7117 este o galaxie situată în constelația Cocorul. A fost descoperită în 30 septembrie 1834 de către John Herschel. Se află la o distanță de 62,52 de megaparseci de Pământ.